# دیوید ماکسول
دیوید ماکسول (انگلیسی: David Maxwell; ۸ آوریل ۱۹۵۱ – ) ورزشکار روئینگ اهل بریتانیا بود.
وی در مسابقات کشوری و بین‌المللی در مجموع برندهٔ ۲ مدال نقره شده‌است.